# Фігейреду (Брага)
Фігейреду (порт. Figueiredo; МФА: [fi.gɐj.ˈɾe.du]) — парафія в Португалії, у муніципалітеті Брага. Розташована в північно-західній частині країни, на теренах історичної португальської провінції Дору-Міню. Входить до складу округу Брага. За адміністративним поділом, чинним до 1976 року, терени парафії були складовою провінції Міню. Належить до Бразької архідіоцезії Католицької церкви. Патрон — Ісус Христос. Площа — 2,0267 км². Населення — 1198 ос. (2011). Сильно урбанізований регіон. Густота населення — 591,11 осіб/км²
. Код — 030315.

## Населення
| Кількість мешканців | Кількість мешканців | Кількість мешканців | Кількість мешканців | Кількість мешканців | Кількість мешканців | Кількість мешканців | Кількість мешканців | Кількість мешканців | Кількість мешканців | Кількість мешканців | Кількість мешканців | Кількість мешканців | Кількість мешканців | Кількість мешканців |
| ------------------- | ------------------- | ------------------- | ------------------- | ------------------- | ------------------- | ------------------- | ------------------- | ------------------- | ------------------- | ------------------- | ------------------- | ------------------- | ------------------- | ------------------- |
| 1864                | 1878                | 1890                | 1900                | 1911                | 1920                | 1930                | 1940                | 1950                | 1960                | 1970                | 1981                | 1991                | 2001                | 2011                |
| 312                 | 319                 | 301                 | 305                 | 344                 | 284                 | 344                 | 439                 | 500                 | 599                 | 833                 | 1 141               | 1 327               | 1 218               | 1 198               |